# Belenois

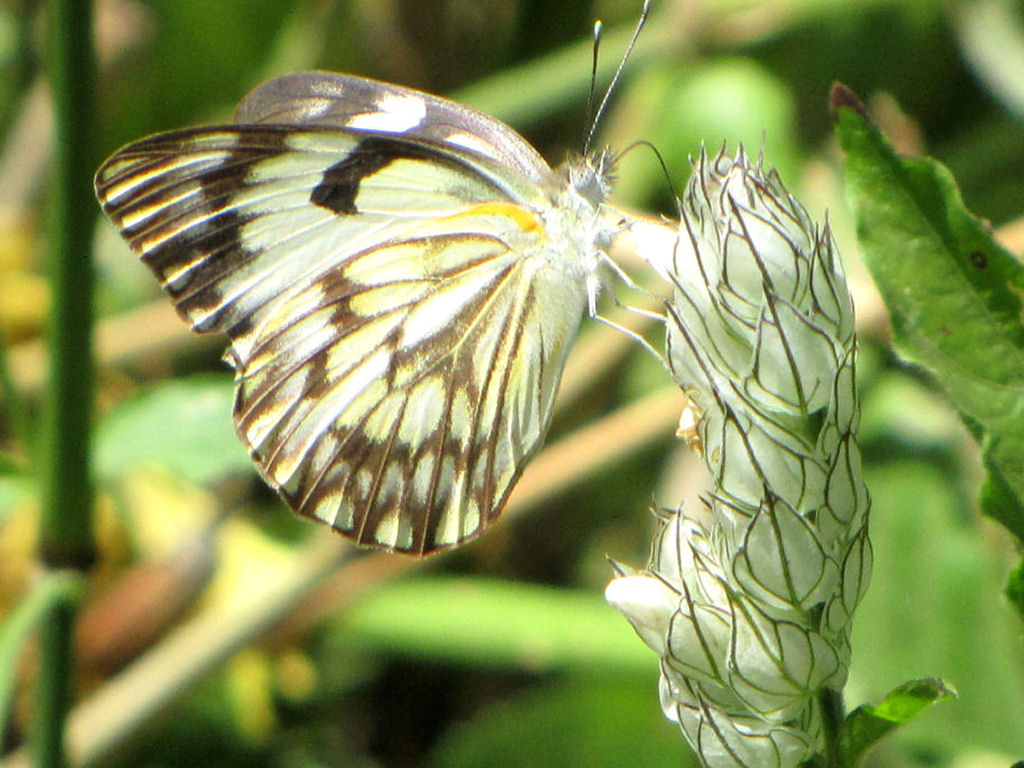
B. gidica, Vườn quốc gia Lake Manyara, Tanzania

Belenois, tiếng Anh thường gọi là Caper Whites, là một chi bướm thuộc phân họ Pierini, họ Pieridae chủ yếu ở Châu Phi và tây nam châu Á.

## Species[1]
Phụ chi Anaphaeis Hübner, 1819:
- Belenois aurota (Fabricius, 1793) – Brown-veined White, African Caper White, hoặc Pioneer White
- Belenois creona (Cramer, 1776) – African Common White hoặc African Caper
- Belenois gidica (Godart, 1819) – African Veined White hoặc Pointed Caper

Nhóm loài pseudohuphina:
- Belenois margaritacea Sharpe, 1891 – Margarita's Caper White
- Belenois raffrayi (Oberthür, 1878) – Raffray's White

Nhóm Incertae sedis:
- Belenois albomaculatus (Goeze, 1779)
- Belenois aldabrensis (Holland, 1896)
- Belenois anomala (Butler, 1881)
- Belenois antsianaka (Ward, 1870)
- Belenois calypso (Drury, 1773) – Calypso Caper White
- Belenois crawshayi Butler, 1894 – Crawshay's Caper White
- Belenois diminuta Butler, 1894
- Belenois grandidieri (Mabille, 1878)
- Belenois hedyle (Cramer, 1777)
- Belenois helcida (Boisduval, 1833)
- Belenois java (Linnaeus, 1768) – Caper White
- Belenois larima (Boisduval, 1836)
- Belenois mabella Grose-Smith, 1891
- Belenois ogygia (Trimen, 1883)
- Belenois rubrosignata (Weymer, 1901) – Red-Edged White
- Belenois solilucis Butler, 1874
- Belenois subeida (C. & R. Felder, 1865)
- Belenois sudanensis (Talbot, 1929) – Sudan Caper White
- Belenois theora (Doubleday, 1846)
- Belenois theuszi Dewitz, 1889
- Belenois thysa (Hopffer, 1855) – False Dotted Border
- Belenois victoria (Dixey, 1915) – Victoria White
- Belenois welwitschii Rogenhofer, 1890
- Belenois zochalia (Boisduval, 1836) – Forest White hoặc Forest Caper White

## Hình ảnh

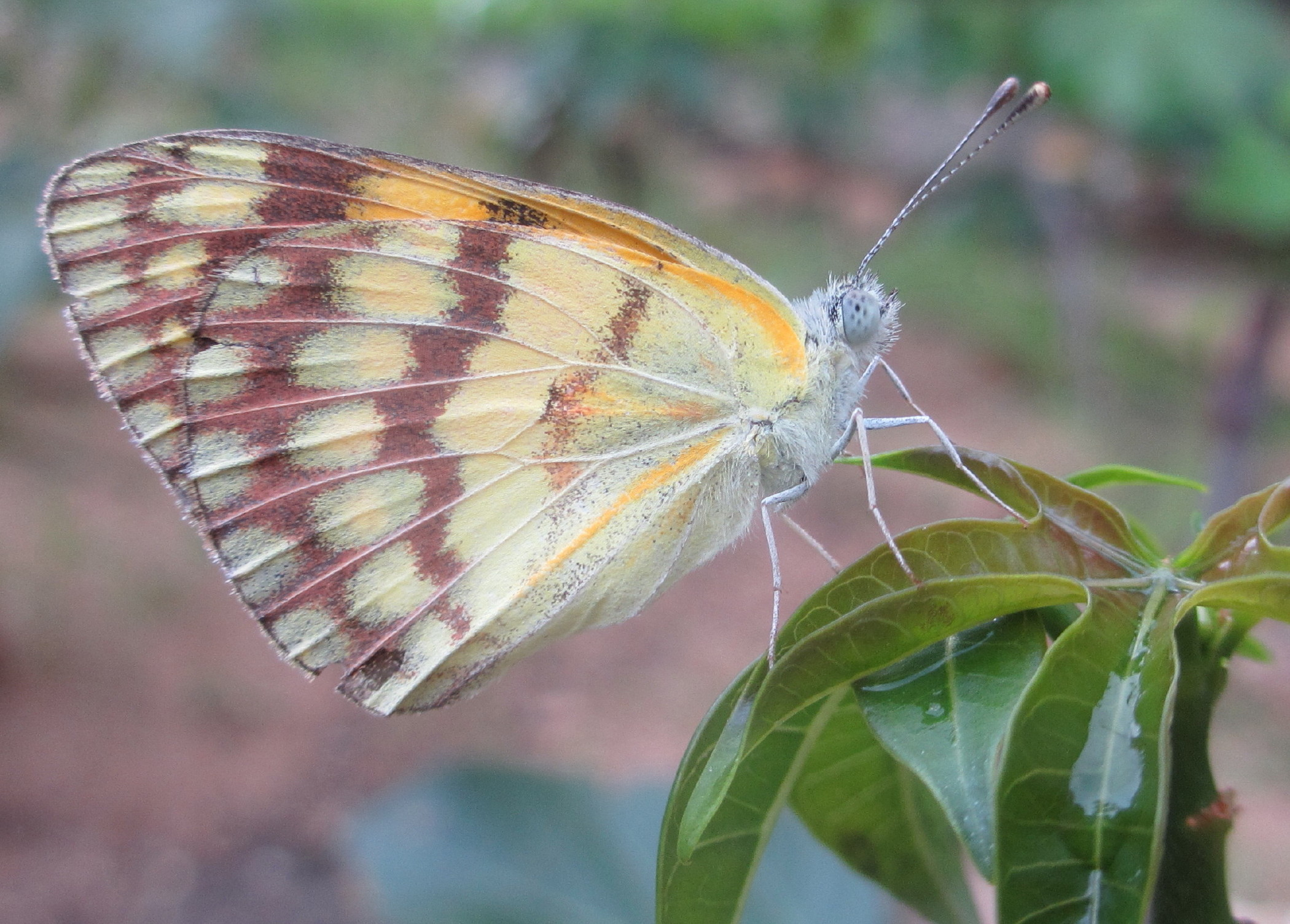
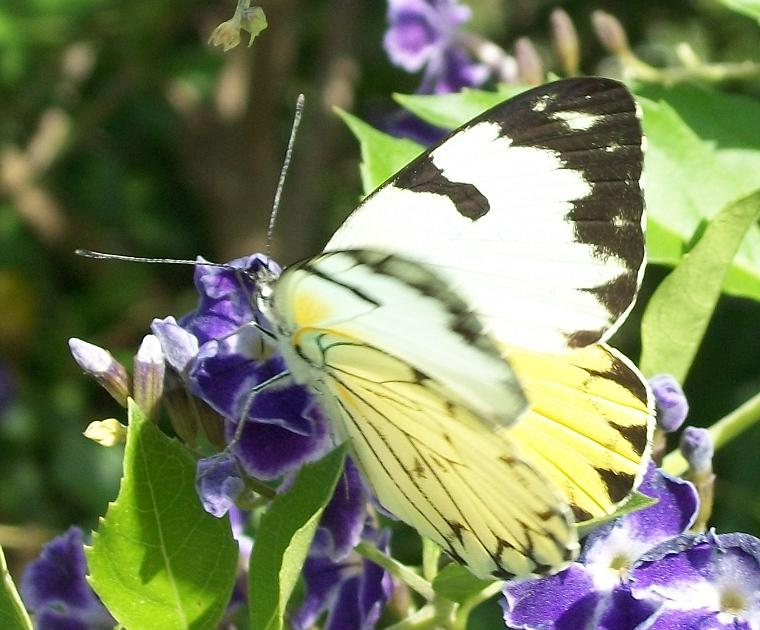
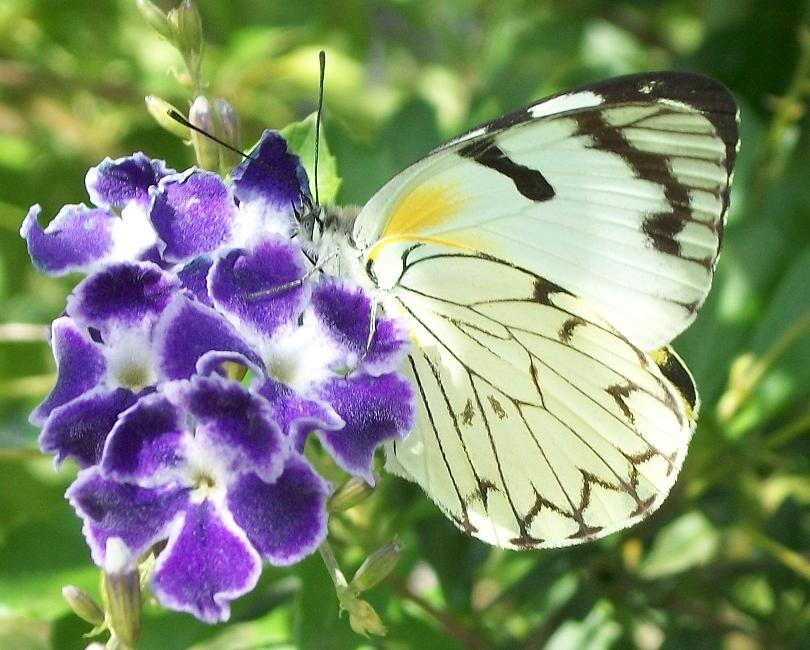
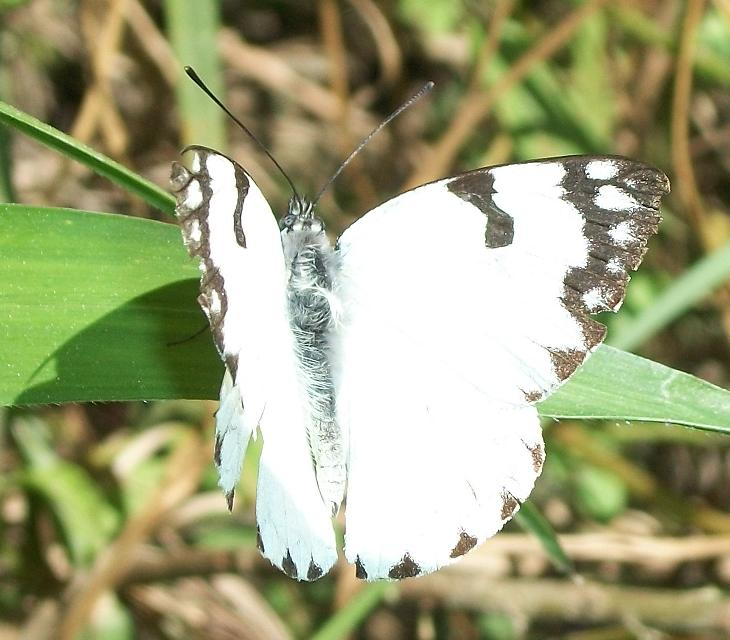